# Guido Carmignani
Pour les articles homonymes, voir Carmignani.
Guido Carmignani (Parme, 23 janvier 1838 - Parme, 8 mars 1909) est un peintre italien

## Biographie
Guido Carmigiani est le fils de Giulio, typographe et peintre qui l'orienta dès son plus jeune âge vers des études artistiques. Afin de compléter sa formation, Guido carmigiani séjourna à Paris où il fréquenta Alberto Pasini.  
Guido Carmigiani se spécialisa dans la production de vedute et paysages, ses œuvres sont conservées à la  Pinacothèque Stuard de Parme, au Musée Glauco Lombardi, à la Galerie nationale de Parme et la Galleria civica d'arte moderna e contemporanea de Turin.

## Œuvres

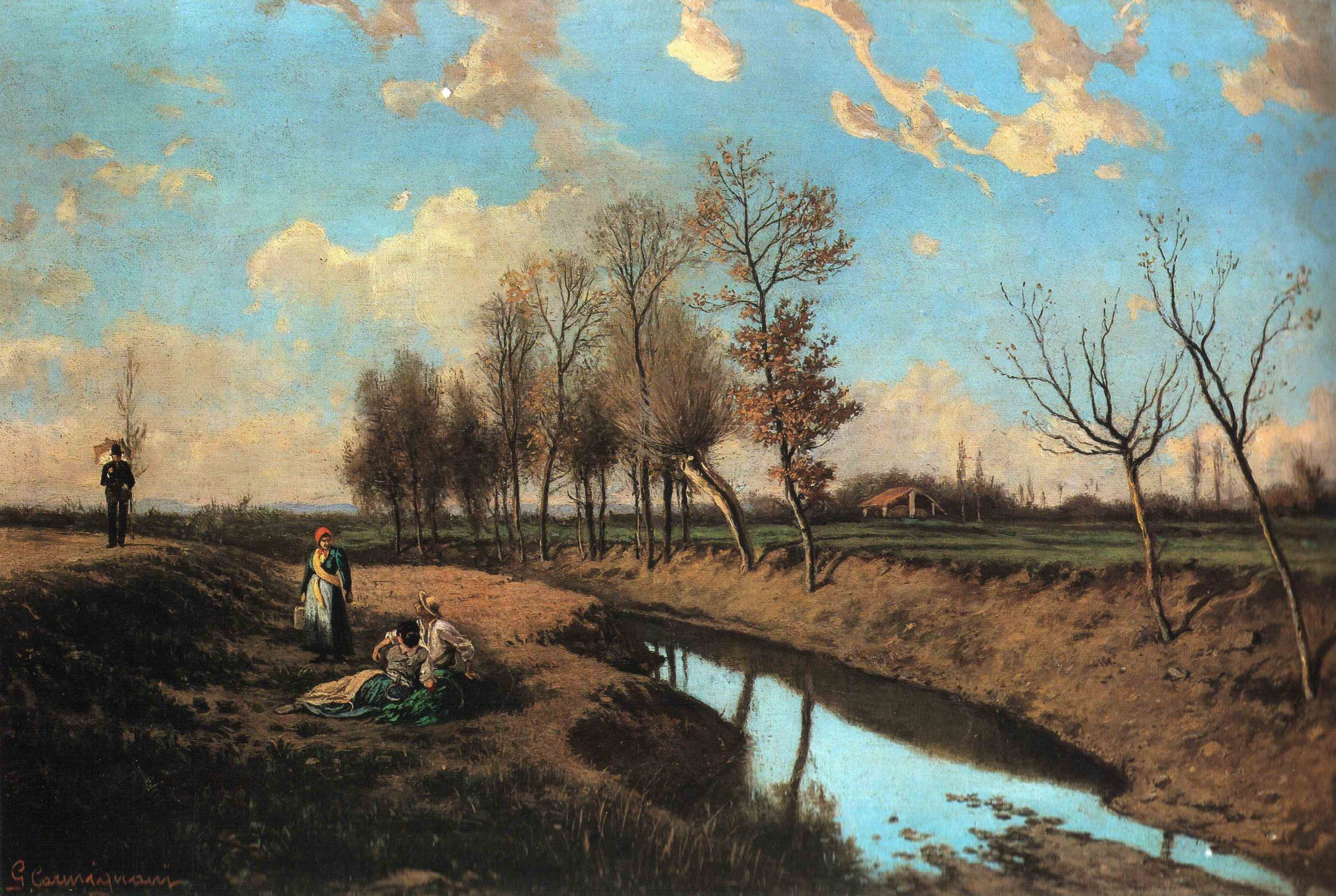
Sul Cinghio, effetto d'inverno (1879).
Collection privée, Parme.

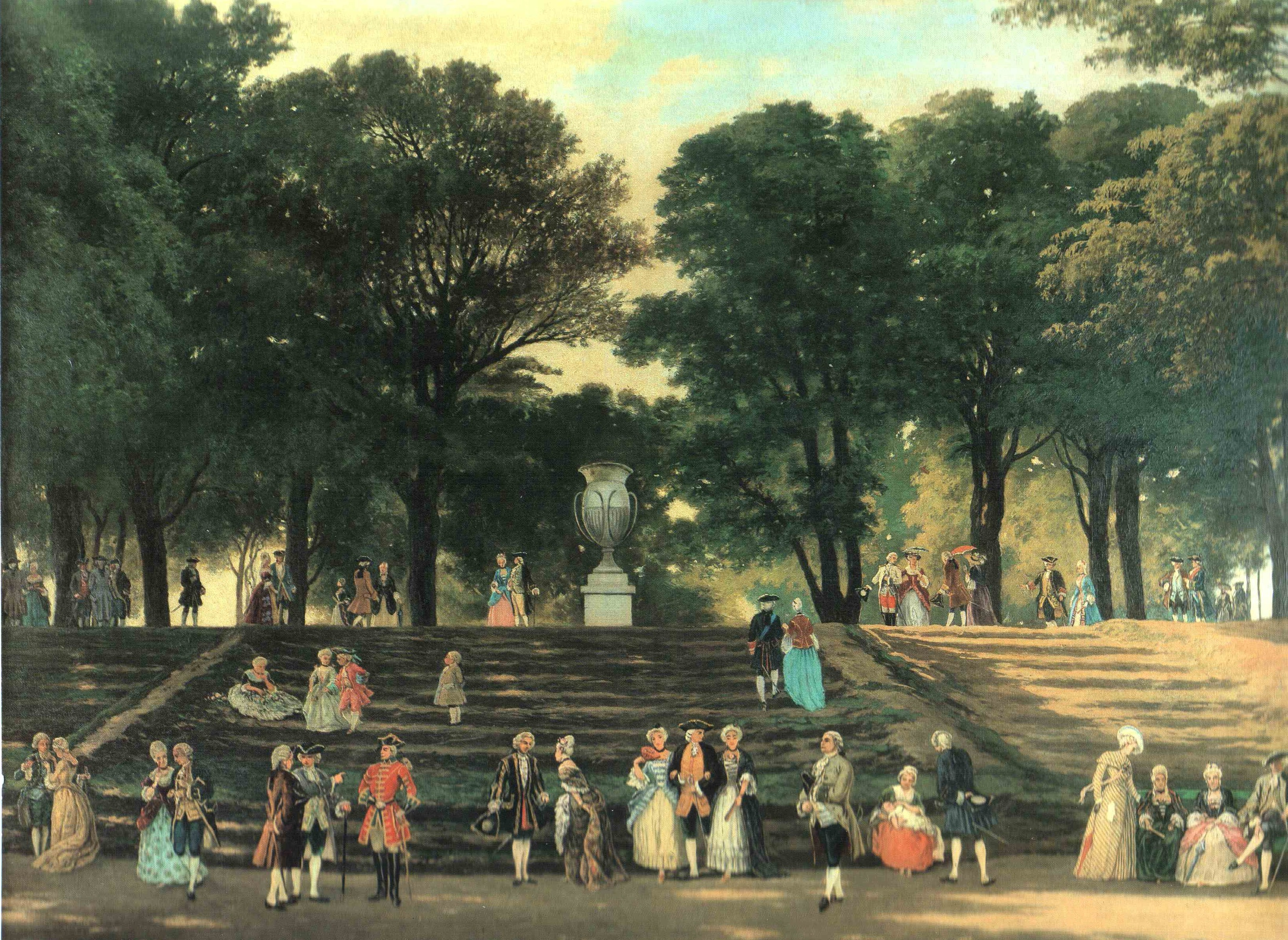
Il giardino ducale alla metà del secolo
(v. 1878-1880). Collection Minardi, Parme.

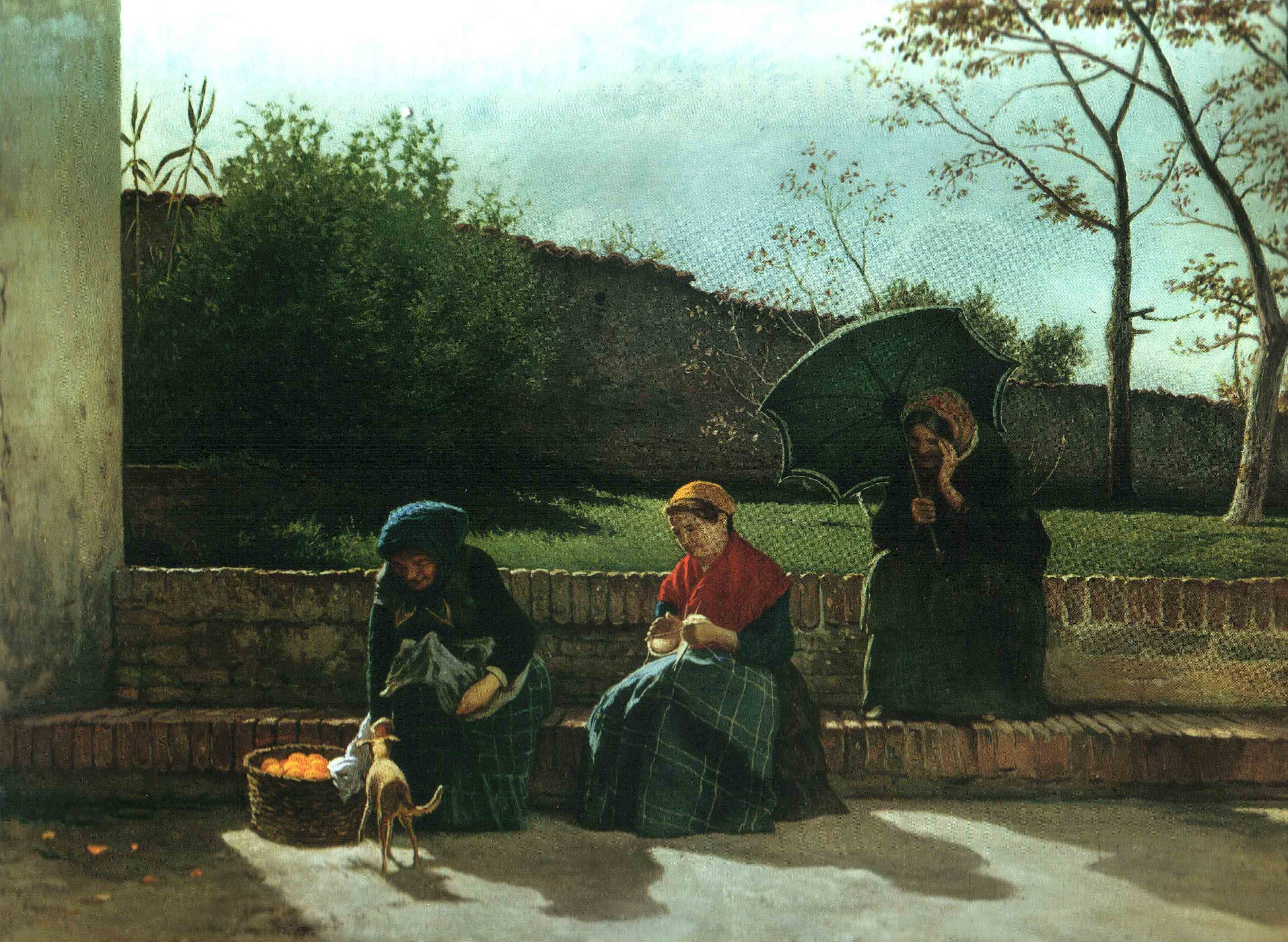
La fruttarola di Barriera Farini (v. 1880).
Collection Sicca, Parme.

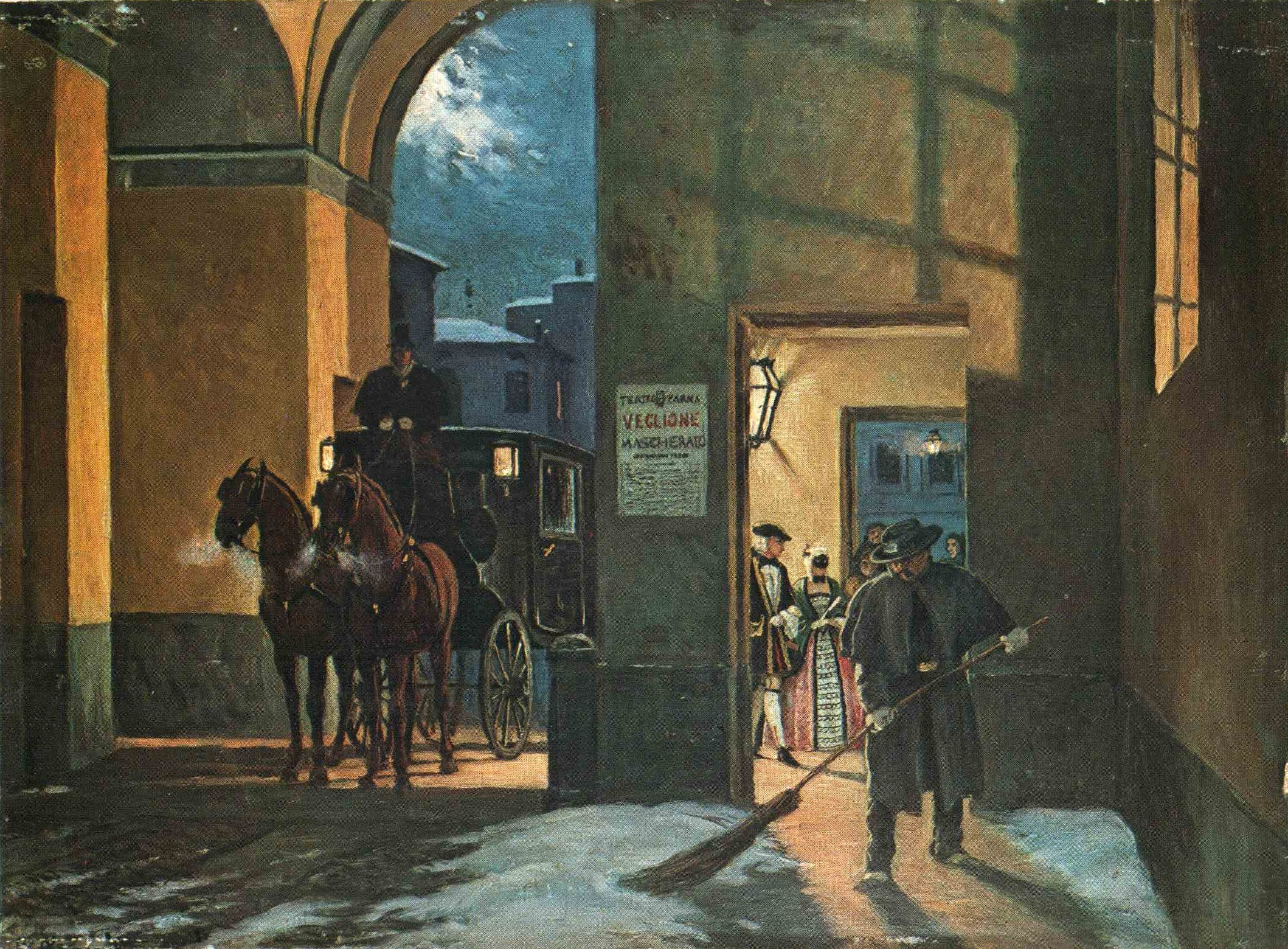
Lusso e povertà (1893).
Collection Alberto Rondani, Parme.

- Una veduta presa dal torrente Parma (1853), coll. Tegoni, Parme
- Torrente Parma presso il ponte Dattaro (1854), Galerie Nationale de Parme
- Effetto di luna su un fiume (1855), coll. Ettore Carmignani, Melzo
- Mulino sul Po, tramonto (1856), Musée Glauco Lombardi
- Monti a Varese (1856), commune de Cortemaggiore (Plaisance)
- Veduta di mare con spiaggia, Portovenere (1857), coll. Cavalli, Parme
- Marina di Portovenere (1857), coll. Colombi, Parme
- Vòlto di un borgo in Parma (1857), coll. Pioli, Parme
- Interno d'un mulino sul Po (à Sacca), Musée Lombardi
- Riposo di cacciatori, dessin (1857), coll. Ettore Carmignani
- Ritratto di Giacomo Cornish, dessin (1857), coll. Ettore Carmignani
- Ritratto di Enrico Sartori, dessin, coll. Ettore Carmignani
- La Reale aranciera colla esposizione floreale (1857), Galerie Nationale de Parme
- Il tempietto d'Arcadia nel Parco Ducale di Parma (seconde moitié du XIXe siècle), coll. privée
- Paese di montagna (1862), coll. Ferrari, Parme
- Sulla Senna (1858), Pinacothèque Stuard
- Bougival (1858), coll. Ettore Carmignani
- Rive della Senna, effetto del mattino (1858), Musée Lombardi
- Veduta nei dintorni di Parigi (1860), commune de Felino
- Veduta d'una parte della città di Cuneo (1861), commune de Cortemaggiore
- Scurano (1861), coll. Michela Michelotti, Parme
- A Montecchio (1861), coll. Michela Michelotti
- Strada dell'Appennino (1861-63), coll. Michela Michelotti
- Al Borghetto (1861-63), coll. Chiampo, Parme
- Cortile rustico (1864), coll. Venturini, Parme
- Portico (1865), coll. Crispo, Parme
- Dopo la pioggia (1865), commune de Parme
- Paesaggio lacustre (1865), coll. Gennari, Parme
- Bellagio sul lago di Como (1866), coll. Arduini, Parme
- Un agguato (1866), coll. Tanzi, Parme
- Parigi, una sera di novembre (barrière de Clichy), 1866, Galerie d'Art Moderne, Turin
- Bosco con betulle, eau forte (1868-1870), Musée Lombardi
- Al ponte Dattaro presso Parma (1867), Pinacothèque Stuard
- Al ponte Dattaro (1867-70), coll. Ferrari, Parme
- Le lavandaie a Bougival (1868), Pinacothèque Nationale, Parme
- Al pascolo - Colline del parmigiano (1869), coll. Pioli, Parme
- La sera al fonte nella campagna romana (1871), coll. Alberto Rondani, Parme
- Paese di montagna (1872), coll. Ferrari
- Casa contadina, acquarelle (1869), coll. Contestabili, Parme
- Inondazione di Parma il 24 sett. 1868 (1873), huiy tablettes peintes à huile, coll. Balestra, Parme
- Rovine di case nella strada S. Caterina (1873), coll. Balestra
- Orto nell'ex convento di S. Caterina (1873), coll. Balestra
- Ricostruzione delle mura sul torrente (1873), coll. Balestra
- Il lago Maggiore (v. 1864), Pinacothèque Stuard
- Campo di Marte  (1875), coll. Ettore Carmignani
- Casipole a Trefiumi (1872-75), coll. privée, Novare
- La fruttaiola di Barriera Farini (1875-1880), coll. Sicca, Parme
- Il giardino ducale alla metà del sec. XVIII, coll. Minardi, Parme
- Arabi nel deserto (1858-59), coll. Ettore Carmignani
- Cavalleria araba che attraversa un deserto (v. 1880), coll. Ettore Carmignani
- Veduta interna della chiesa della Steccata in Parma (v. 1877), coll. Antonio Guidorossi, Parme
- Veduta laterale interna della Cattedrale di Parma (1877), coll. Ettore Carmignani
- Veduta interna della cattedrale di Parma (v. 1877), coll. Manfredo Rondani, Parme
- Giornata autunnale (v. 1874), coll. Alberto Rondani, Parme
- Sul Cinghio presso Parma (1875-1879), coll. Cavalli, Parme
- Sul Cinghio, effetto d'inverno (v. 1879), coll. Privée, Parme
- La cuciniera (v. 1883), coll. Salvi, Parme
- La cucina dell'autore (1881), coll. Magnani, Milan
- I commensali del convento (v. 1880), coll. Tassi, Parme
- Corridoio del convento dei Cappuccini (v. 1880), coll. Toscano, Parme
- Nell'orto del convento (v. 1881), coll. Pancheri, Parme
- Vallata con torrente, coll. Grandinetti, Parme
- Viale al Camposanto (1882), coll. Ettore Carmignani
- Vicolo del Vescovado (1883-1884), coll. Ferrari, Parme
- Via delle Scuderie in Parma (1884), coll. privée, Parme
- Lusso e povertà (1893), coll. Alberto Rondani, Parme